# Hněvkovice
Hněvkovice é uma comuna checa localizada na região de Vysočina, distrito de Havlíčkův Brod.